# Wauchula
Wauchula ist eine Stadt und zudem der County Seat des Hardee County im US-Bundesstaat Florida. Das U.S. Census Bureau hat bei der Volkszählung 2020 eine Einwohnerzahl von 4.900 ermittelt.

## Geographie
Wauchula liegt am Peace River und befindet sich rund 100 Kilometer südöstlich von Tampa.

## Geschichte
Wauchula war bis in die jüngere Zeit ein landwirtschaftliches Zentrum. Leitgemüse war die Gurke (en.: Cucumber), daher wurde die Stadt „Cucumber-Capital of the World“ (Welthauptstadt der Gurke) genannt. In jüngerer Zeit haben Zitrusfrüchte die Gurken überholt.
In Wauchula hat Florida Institute for Neurologic Rehabilitation seinen Sitz, in dem unter anderem Personen mit Schädel-Hirn-Trauma behandelt werden.
1886 wurde von der Florida Southern Railway eine Bahnstrecke von Lakeland über Wauchula bis Punta Gorda erbaut, die 1892 in das Plant System integriert wurde. Die Bahngesellschaft errichtete 1886 ein Depot im Gebiet der heutigen Stadt (das Gebäude steht bis heute) und nannte es Wauchula. Der Name leitet sich vom indianischen Wort Wa-tu-la-ha-kee (Hitchiti-Mikasuki-Sprache) ab. Rund um das Depot entstand bald ein Dorf, das zum Manatee County gehörte.
Die Stadtgrenzen wurden 1902 definiert, eine Zeit in der Wauchula stark anwuchs. 1926 wurde das alte Rathaus errichtet.
1978 wurden im Hardee Memorial zwei Babys vertauscht und mit den Eltern des jeweils anderen Kindes mitgegeben. Diese Geschichte wurde später in einem Buch verarbeitet und 1991 in einem TV-Film nacherzählt.
Der Hurrikan Charley traf Wauchula ungefähr um 5:30 am Freitag, 13. August 2004 und verursachte einen Schaden von mehr als 750 Millionen Dollar. Unter anderem wurde die Trinkwasserversorgung unterbrochen und die Stromleitungen zerstört. Die Schulen mussten für zwei Wochen schließen und mehr 85 % der Häuser wurden entweder zerstört oder beschädigt.

## Demographische Daten
Laut der Volkszählung 2010 verteilten sich die damaligen 5001 Einwohner auf 1752 Haushalte. Die Bevölkerungsdichte lag bei 642,4 Einw./km². 67,2 % der Bevölkerung bezeichneten sich als Weiße, 5,9 % als Afroamerikaner, 0,9 % als Indianer und 1,0 % als Asian Americans. 22,6 % gaben die Angehörigkeit zu einer anderen Ethnie und 2,3 % zu mehreren Ethnien an. 48,6 % der Bevölkerung bestand aus Hispanics oder Latinos.
Im Jahr 2010 lebten in 44,8 % aller Haushalte Kinder unter 18 Jahren sowie 23,4 % aller Haushalte Personen mit mindestens 65 Jahren. 69,3 % der Haushalte waren Familienhaushalte (bestehend aus verheirateten Paaren mit oder ohne Nachkommen bzw. einem Elternteil mit Nachkomme). Die durchschnittliche Größe eines Haushalts lag bei 3,15 Personen und die durchschnittliche Familiengröße bei 3,67 Personen.
34,0 % der Bevölkerung waren jünger als 20 Jahre, 30,1 % waren 20 bis 39 Jahre alt, 20,9 % waren 40 bis 59 Jahre alt und 14,9 % waren mindestens 60 Jahre alt. Das mittlere Alter betrug 29 Jahre. 49,8 % der Bevölkerung waren männlich und 50,2 % weiblich.
Das durchschnittliche Jahreseinkommen lag bei 44.917 $, dabei lebten 22,9 % der Bevölkerung unter der Armutsgrenze.
Im Jahr 2000 war Englisch die Muttersprache von 64,38 % der Bevölkerung und spanisch sprachen 35,62 %.

## Sehenswürdigkeiten
Am 3. Oktober 1991 wurde das Albert Carlton Estate in das National Register of Historic Places eingetragen.

## Verkehr
Durch die Stadt führen der U.S. Highway 17 sowie die Florida State Roads 35, 636 und 650.
Die Stadt betreibt rund acht Kilometer südwestlich der Stadt einen Flughafen (Wauchula Municipal Airport), der für die Öffentlichkeit zugänglich ist.

## Kriminalität
Die Kriminalitätsrate lag im Jahr 2010 mit 470 Punkten (US-Durchschnitt: 266 Punkte) im hohen Bereich. Es gab drei Vergewaltigungen, neun Raubüberfälle, 21 Körperverletzungen, 115 Einbrüche, 101 Diebstähle, neun Autodiebstähle und eine Brandstiftung.